# Silvestre II
Silvestre II (en latín, Silvester PP. II) de nombre secular Gerberto de Aurillac (Auvernia, Francia, c. 945-Roma, 12 de mayo del 1003), fue el 139.º papa de la Iglesia católica, de 999 a 1003.

## El religioso

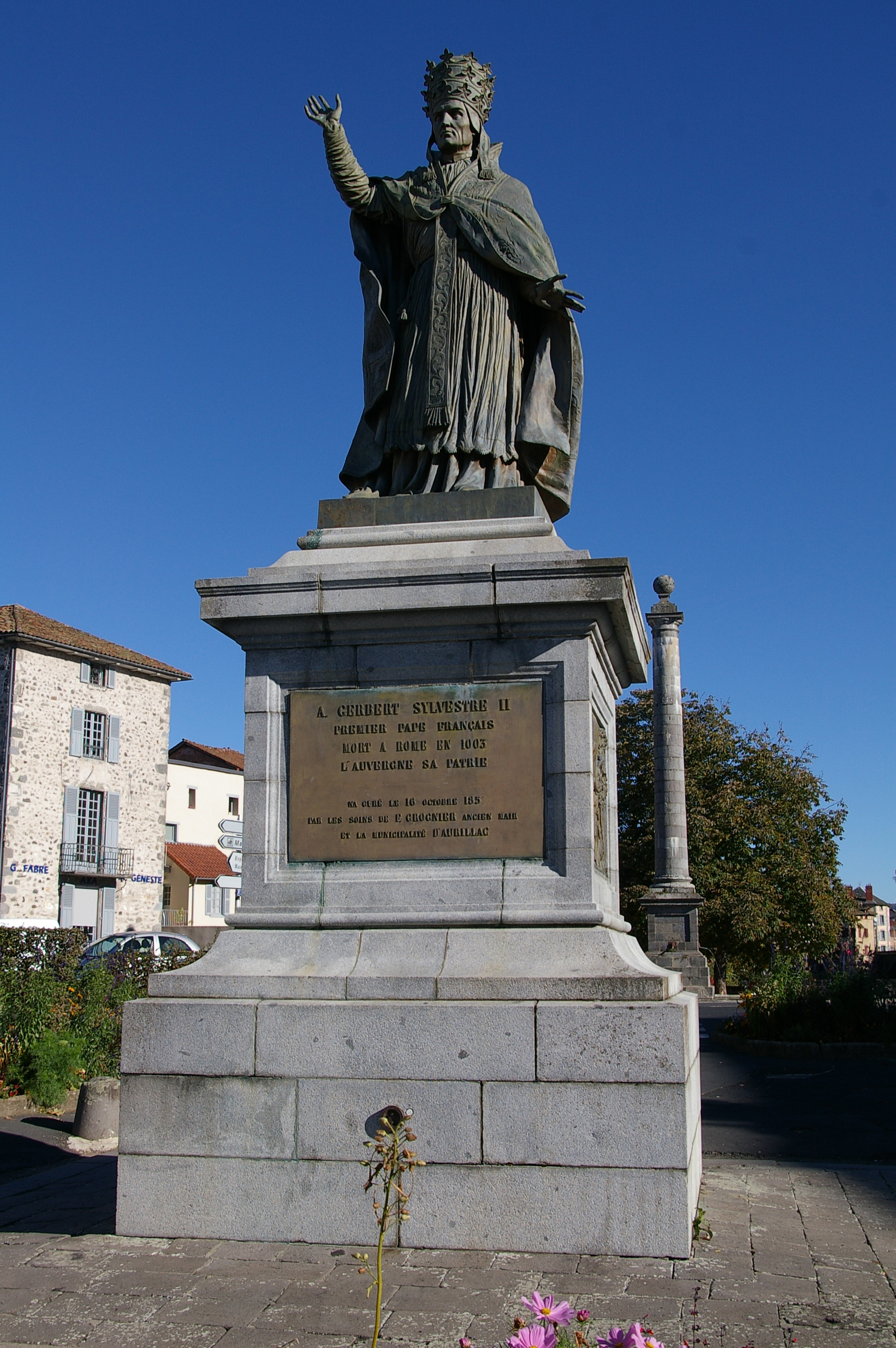
Estatua de Silvestre II en Aurillac, Francia.

Quien se convirtiera en el primer papa francés de la historia, nació en la región occitana de Auvernia  e ingresó, alrededor de 963, en la Abadía de Aurillac donde estudio gramática, retórica y dialéctica, las tres disciplinas del Trivium; hasta que en el año 967, viajó a la corte del conde de Barcelona, Borrell II, donde permaneció tres años en el monasterio de Santa María de Ripoll, en Gerona y, posiblemente, viajó[cita requerida] a Córdoba y Sevilla. Esta estancia en la península ibérica le permitió entrar en contacto con la ciencia del mundo musulmán e iniciarse en el estudio de las matemáticas y la astronomía.
En el año 969 viajó a Roma acompañando, en una peregrinación, a su protector, el conde Borrell II, lo que le permitió conocer al entonces papa Juan XIII y al emperador Otón I, quien le nombró tutor de su hijo, el futuro Otón II.
Algunos años más tarde, el arzobispo de Reims, Adalberón, lo llamó para su colegio episcopal, donde enseñó e hizo enseñar muchas disciplinas, tanto religiosas como profanas. Se distinguió especialmente por su erudición en el terreno científico, en particular en el conocimiento del Quadrivium, conjunto de disciplinas que incluía la aritmética, la geometría, la astronomía y la música. En esta época, además, inventó y construyó todo tipo de objetos destinados al aprendizaje y a la investigación, como ábacos, un globo terrestre, un órgano y relojes, lo que hizo que se despertaran sospechas de brujo y nigromante hacia él.
En 983, el emperador Otón II le nombra abad del monasterio benedictino de Bobbio (Italia), cargo que desempeñó durante un corto espacio de tiempo, ya que no tardó en regresar a Reims, donde actuó como consejero del arzobispo Adalberón y favoreció el nombramiento de Hugo Capeto como rey de Francia.
En 988 falleció Adalberón y Hugo Capeto nombró a Arnulfo para sucederlo. El nuevo arzobispo de Reims traicionó a Hugo aliándose con Carlos, quien había sido aspirante al trono francés. Hugo reaccionó convocando, en 991, un concilio en Saint-Basles-les-Reims, durante el cual destituyó a Arnulfo y nombró a Gerberto como arzobispo de Reims. Este nombramiento supuso un enfrentamiento con la sede de Roma, la cual no reconocía a un rey el derecho a nombrar obispos, potestad que empezaba a considerarse reservada al papa.
Juan XV intentó declarar nulo el nombramiento de Gerberto como arzobispo y para ello convocó concilios en Chelles, Aquisgrán y Roma, los cuales, sin embargo, confirmaron a Gerberto como arzobispo, hasta que en un nuevo concilio celebrado en 996 logró su propósito y restituyó a Arnulfo en el arzobispado de Reims.
Gerberto renunció a su dignidad y se retiró a la corte del emperador Otón III hasta ser nombrado arzobispo de Rávena en 998.

## El papa del año 1000
Tras la muerte de Gregorio V, el 18 de febrero de 999, Gerberto de Aurillac, fue nombrado papa y consagrado el 2 de abril con el nombre de Silvestre II, como homenaje a Silvestre I, papa en tiempos del emperador Constantino I quien consolidó la práctica del cristianismo en el Imperio romano.
En el año 1001 tuvo que hacer frente a uno de los levantamientos populares que periódicamente se daban en Roma y que le obligó, junto con Otón III, quien había fijado su residencia en dicha ciudad, a huir a Rávena. En tres ocasiones intentó el emperador restaurar el orden en Roma, fracasando en las dos primeras y muriendo el 24 de enero de 1002, en el curso de la tercera. A Silvestre II la nobleza romana le permitió regresar a Roma, donde falleció el 12 de mayo de 1003.
Era hombre de gran erudición, se le conoció como la luz de la Iglesia y la esperanza de su siglo y durante su pontificado otorgó el título de rey a los soberanos cristianos de Polonia y Hungría, coronando a Esteban I.

## El erudito
Gerberto de Aurillac alcanzó gran renombre como teólogo y filósofo, destacando obras como Sobre lo racional y sobre el uso de la razón y Sobre el cuerpo y la sangre de Cristo; pero es en su faceta de matemático en la que más destacó. Introdujo en Francia el sistema decimal islámico y el uso del cero. 
Utilizó su cargo de papa para hacer que se utilizara el sistema decimal por parte de los clérigos occidentales, lo que facilitó enormemente el cálculo, ya que hacia el año mil, la práctica de la división, sin usar el cero, requería unos conocimientos que solo poseían los eruditos.
Inventó un tipo de ábaco: el ábaco de Gerberto. El ábaco constaba de 27 compartimentos de metal, en el cual se depositaban 9 fichas con los números arábigos grabados. La primera columna del extremo derecho, contenía las unidades; la segunda, a su izquierda, las decenas; y así sucesivamente. Este ingenioso ábaco permitía multiplicar y dividir rápidamente. El desplazamiento de estas fichas por los 27 compartimientos indicaba finalmente el resultado de multiplicaciones y divisiones. Así era posible efectuar rápidamente un gran número de operaciones matemáticas. Marcó las pautas para que, luego, otros estudiosos perfeccionaran el sistema con la introducción del número cero, que, finalmente, él no llegó a aplicar. El invento era, en realidad, un antecedente de las modernas calculadoras de nuestros días. También se le atribuye la introducción del péndulo y la invención de un reloj de ruedas dentadas.
Además, fabricó una nueva versión del monocordio, un instrumento musical consistente en una caja de resonancia sobre la cual se tensaba una cuerda de longitud variable con la que se medían las vibraciones sonoras y los intervalos musicales. Estos cálculos le permitieron clasificar las distancias entre las diferentes notas en lo que luego se ha llamado, tonos y semitonos.
Silvestre II, además, fue el precursor de una especie de sistema taquigráfico, un lenguaje secreto o en clave, inspirado en una escritura abreviada que recuperó de los antiguos sabios romanos. Se le conocía como notas tironianas (notæ tironianæ en latín), ya que había sido creada por Marco Tulio Tirón, secretario y escriba del político, orador y filósofo romano Cicerón, en el siglo I a. C., pero había caído en desuso hasta que Silvestre II la redescubrió, comprendiendo su importancia y readaptándola. Se trataba de un alfabeto compuesto de símbolos y signos que ahorraba tiempo y tenía la ventaja de ser incomprensible para los profanos en la materia. Era una especie de criptografía.

## Las leyendas en torno a su vida

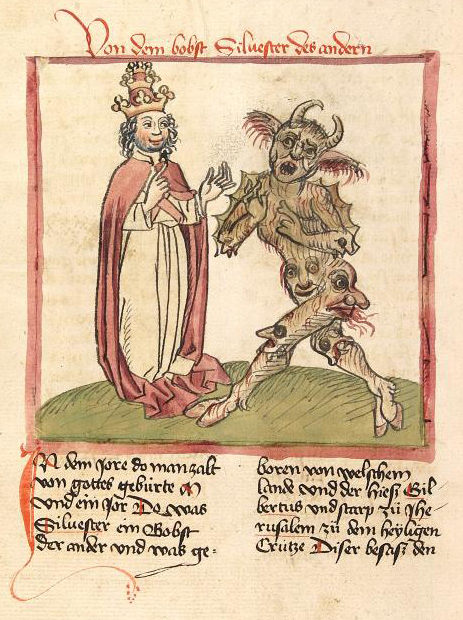
Silvestre II y el diablo en una ilustración de 1460.

Al misterioso Papa del Año 1000, se le atribuye una serie de inventos: astrolabios, relojes de agua, ábacos, entre otros. 
Se le acusó de tener un pacto con el diablo y de inspirarse en obras de autores herejes. Se sostiene que este sabio medieval era un esotérico que buscó en conocimientos arcanos como el sufismo, la astrología, etc.
Otra leyenda que se forma en torno a Silvestre II es la de que ejerció el pontificado, rompiendo una de las características propias de los clérigos, que es la del celibato. Se dice que Silvestre II hizo un pacto con Satanás, quien a su vez le puso como guardiana a un súcubo o demonio femenino, este demonio se enamoró tan profundamente de sus conocimientos que renunció a la inmortalidad y se hizo mujer y vivió en concubinato con el pontífice. La leyenda dice que una vez que murieron los dos fueron enterrados en la misma tumba en la catedral de San Juan de Letrán y que de su tumba emana un fluido con poderes afrodísiacos.
Cautivaba a la aristocracia y a los sabios de su época con tantos conocimientos y talento, lo que le generó odio y envidia de todo tipo. La vida de Silvestre II está envuelta en un halo de misterio. Se sostiene, como parte de la leyenda en torno a él, que en el mismo instante en que él venía al mundo, un gallo cantó tres veces a miles de kilómetros de allí, en un valle de Jordania, y su sonido se escuchó incluso en Roma. 
Un hecho parece haber marcado su infancia. Se dice que cerca de Aurillac, vivía un ermitaño, que había sido un antiguo clérigo. Este era temido por todos y se hacía llamar Andrade. Habitaba en una cueva y se autoproclamaba descendiente de los druidas que allí celebraron rituales y sacrificios a sus divinidades. El pequeño Gerbert, impulsado por la curiosidad, venció su miedo y fue a visitarle. El anciano, se dice, le predijo un futuro magnífíco y, en contra de la voluntad de su padre, el pequeño Gerbert empezó a frecuentar la madriguera de Andrade. Según reza la leyenda, fue allí donde recibió sus conocimientos de magia celta.
Cuando Gerbert tenía 12 años, la abadía cercana a su pueblo se transformó en una escuela para los niños. Un día, unos monjes que iban por el bosque, lo vieron cuando estaba tallando en una rama, un tubo para observar las estrellas (?). Estos monjes quedaron impresionados por la inteligencia de aquel niño y le acogieron para que estudiara en la abadía. A partir de ese momento, su destino comenzó a configurarse en el personaje que habría de ser.
Según cuenta el historiador Antoni Pladevall, los recelos ocasionados por la postura de Gerbert en temas políticos explican, en parte, el origen de una leyenda negra que ha perdurado hasta hoy y que comenzó a construirse muy pronto, como atestigua Bennó d'Osnabrue (muerto en 1098), quien, para desprestigiar al papa Gregorio VII, sucesor de Silvestre II, le acusó de haberse formado entre los discípulos de este, a los cuales atribuye maleficios y pactos con Satán.
Entre esta mezcla de fábulas y hechos reales, se destaca una leyenda, según la cual su tumba, en la Iglesia de San Juan de Letrán, destila agua, y ese fluir, junto al ruido de huesos, que algunas veces se dice que se oye en su sepulcro, anuncia la muerte de un papa.
Estas historias eran normales en el siglo XV, tanto que el Liber Pontificalis, redactado en aquella época, se hizo eco de alguna de las mismas.
Sin embargo, ya durante el Renacimiento se fue más condescendiente con la figura de Silvestre II. Se reivindicó su memoria y el cardenal e historiador Caesar Baronius escribió que aquel papa, por quien no demostró jamás demasiada simpatía, fue un sabio que se adelantó a su tiempo y por ello fue objeto de calumnias y difamaciones.
Luego, algunos historiadores románticos del siglo XIX presentaron el cambio de milenio, que coincidió con su papado, como un tiempo de oscurantismo, de guerras, de epidemias y de terror. Insistieron en sus contactos con el mundo árabe, ya que se presume que durante sus estudios de matemáticas en Barcelona, bajo la protección del conde Borrell, mantuvo contacto con sabios musulmanes que le iniciaron en los conocimientos mágicos y místicos, y en sus pactos con el diablo. Con ello se vinculaba al sabio con el terror que supuso el año 1000. En este punto incidirá Víctor Hugo en su obra La Légende des Siécles (1859).
Por otra parte, según el cronista Guillermo de Malmesbury (fallecido en 1141), Silvestre II alcanzó fama y prestigio y llegó hasta el trono de San Pedro gracias a su pacto con el diablo. Sin embargo, sostiene, en el momento de su muerte sintió remordimientos y mandó que su cadáver fuera cortado en trozos y que no fuera enterrado en un lugar sagrado.
En su estancia en Córdoba, con 23 años y siendo todavía monje, se dice que Gerbert estuvo rodeado de un círculo de amigos intelectuales, sabios de su tiempo, como Guérin, el abad de Saint-Mehel-de-Caxa (un reputado matemático), y de Lupito de Barcelona (Mohamed Ibn Umail), pariente y discípulo del astrónomo judío Abdallah Mohammed Ben Lupi, que vivía en Córdoba. Lupito era cristiano, pero profesaba doctrinas ortodoxas.
Todas estas especulaciones forman una leyenda en torno a esta figura sobresaliente. En cambio, una de las anécdotas que tuvo gran difusión en la época, fue la de las cabezas parlantes que Gerbert habría construido, una de las cuales, respondía a las consultas que se le hacían.
Según este autor, había sido fabricada con oro puro. En Roma se decía que Silvestre había descubierto un tesoro enterrado en el Campo de Marte -cerca del Vaticano- y que fundió el metal de una estatua para hacerse construir la cabeza diabólica que le vaticinaría el futuro de su pontificado. Hay quien relaciona la creación de dicha cabeza parlante, con Lupito de Barcelona.
Gerbert había sido su primer alumno cristiano francés y probablemente habría sido Lupito quien le transmitiera los grandes conocimientos —algunos considerados como sacrílegos— y quien le recomendó lecturas como El libro Secreto de la Creación y técnica de la Naturaleza atribuido al filósofo Apolonio de Tiana y La Tabla Esmeralda atribuida a Hermes Trismegisto.
En el palacio del califato, accedió a su biblioteca —una de las más grandes del mundo antiguo— donde se cree que se mantenían más de 600,000 volúmenes, pues el califa Abd el-Rahman y sus hijos nunca dejaron de adquirir y copiar obras en Bagdad, El Cairo y Alejandría. En Córdoba conoció a sabios cristianos de Navarra, Castilla, León y Barcelona que iban para aprender con los profesores árabes. Tuvo acceso a las obras de los filósofos maniqueos. Absorbió, igualmente, las ideas de la gnosis de los neoplatónicos, que permitían al hombre explicar el orden y el caos.
Lupito fue quien despertó en Gerbert la curiosidad por el Camino de Santiago. Este sostenía que el Camino permitía a algunos hombres adquirir un misterioso poder. Lupito también le habló de la Cábala judía, que, según él, había sido transmitida a Adán por el arcángel Raziel y permitía leer en los símbolos la «verdad trascendente». 
Entre los discípulos más aventajados de Silvestre II, se encontraba Richer de Saint-Rèmy, que sería su amigo y su mejor biógrafo, y quien intentó llevar a la práctica sus enseñanzas. Entre ambos construyeron esferas, astrolabios, planetarios, instrumentos musicales, e incluso relojes hidráulicos, parecidos a los que el Papa había visto en Córdoba y que cada hora dejaban caer una esfera de metal.
Uno de los asuntos más sacrílegos que se le atribuyen a Gerbert es la lectura de El Corán en árabe o de las obras de Rhazes, un famoso alquimista. 
Astrología, matemáticas, música, filosofía, alquimia; Trivium y Quadrivium, hicieron de este personaje, una figura mítica y célebre en todo el mundo conocido de entonces.

## Obras
- Sobre lo racional y sobre el uso de la razón
- Sobre el cuerpo y la sangre de Cristo